# Vamos a la playa (chanson de Miranda)
Pour les articles homonymes, voir Vamos a la playa.
Singles de Miranda
Eldorado
(2000)
Vamos a la playa est une chanson de la chanteuse française Miranda. Le single est sorti sous le label EMI music en 1999. En 2010, Vamos a la playa a été redécouvert par la chanteuse néerlandaise Loona.

## Performance dans les hit-parades

### Version de Loona
| Classement (2010)                       | Meilleure position |
| --------------------------------------- | ------------------ |
| France (SNEP)                           | 4                  |
| Suisse (Schweizer Hitparade)            | 16                 |
| Danemark (Tracklisten)                  | 24                 |
| Allemagne                               | 32                 |
| Belgique (Flandre Ultratop 50 Singles)  | 34                 |
| Belgique (Wallonie Ultratop 50 Singles) | 3                  |
| Suède (Sverigetopplistan)               | 40                 |
| France (Club 40)                        | 4                  |

### Classement annuel (version de Loona)
| Classement (2010) | Meilleure position |
| ----------------- | ------------------ |
| France            | 23                 |